# Мегапол
Мегапол (також «ТВ Мегапол» або «ТВМ») — перша київська комерційна телекомпанія, яка мовила на 7 каналі з 1991 по 1993 роки.

## Історія
В суботу, 1 червня 1991 року, рівно о 19:00 у Києві на сьомому каналі з'явилася перша повноцінна ефірна телекомпанія. Називалася вона «Незалежне телебачення Мегапол» або «ТВМ». На початку телекомпанія виходила в ефір двічі на тиждень — по середах (в 18:00) та суботам (о 17:00), на кілька годин витісняючи звідти ретрансляції зарубіжних супутникових телекомпаній. 
Крім всього іншого, що зазвичай пропонували тоді новостворені комерційні телекомпанії, «ТВ Мегапол» виготовляла передачі власного виробництва — короткі новини, музичні, розважальні, спортивні та дитячі програми, документальні фільми.
Були в ефірі «ТВМ» і художні фільми — спочатку, головним чином, піратські з пунктів відеопрокату.
Вже влітку того самого року на телеекранах Києва з'явилася заставка у вигляді стилізованої жовтої літери «М» на блакитному фоні. Незабаром цей же логотип можна було спостерігати на вагонах трамваїв, тролейбусів, метро, на стовпах театральних афіш. Старт телевізійного проекту «Мегапол» був відзначений потужною рекламною кампанією.
Однак, незважаючи на відсутність конкурентів та наявність у киян бажання дивитися нове телебачення, аудиторія телекомпанії була обмеженою. Тих, хто міг приймать (особливо в прийнятній якості) нову телепрограму, яка транслювалася на 7-му частотному каналі, в Києві було небагато. Проблема була в колективних антенах — більшість цих пристроїв була розрахована на прийом чотирьох телепрограм (а деякі лише трьох). Тому телеглядачі, підключені до будинкових антен, бачили на своїх екранах замість програм 7-го каналу або нічого, або різнокольорові смуги і бриж, що виникли від накладення сигналів 9-го каналу (тоді — 2-а програма ЦТ) та 7-го каналу. Телеглядачі, що мали індивідуальні кімнатні та зовнішні антени, опинилися у більш виграшній ситуації. Однак через те, що потужність передавача 7-го каналу була мізерно малою (всього 100 Вт), вони не мали можливості приймати нову телепрограму в прийнятній якості. Тож «Мегапол» закликав глядачів використовувать саморобні антени .
Технічна база «ТВМ» спочатку була досить скромною — програми телекомпанії створювалися та монтувалися за допомогою побутової відеоапаратури у студії, розташованій у районі Парку імені Пушкіна, після чого на відеокасетах доставлялися на Сирець, на територію КРТПЦ, звідки і випускалися в ефір. Таким чином, навіть новини, що виходили в рамках передач «ТВМ» під маркою «ТОН» («Телевізійний огляд новин»), йшли в режимі лише імітації прямого ефіру. Втім, за кілька місяців після свого запуску телекомпанія взагалі відмовилася від практики трансляції новин, оголосивши себе повністю аполітичним, сімейним телеканалом. «Мегапол — телебачення вашої родини» — таким був слоган телеканалу.
Телекомпанія заявляла про грандіозні плани: зняття власних циклів документальних фільмів, організація всеукраїнського мовлення, підготовка програм на мовах національних меншин, що проживають у Україні, зокрема, польською мовою та івритом. Однак більшість цих планів так і не було реалізовано.
З 28 липня теперішнього року «Мегапол» виходив в ефір тричі на тиждень — у середу (18.00—21.00), суботу (19.00—22.00) та в неділю (13.00—16.00). По неділям «ТВМ» адресувало свої програми маленьким телеглядачам — у вказаний час транслювалися мультфільми, фільми для дітей та дитяча передача «Диво» (скор. «Детское Информационное Видео Обозрение»).
Восени того ж року «ТВМ» почав поступово збільшувати свою присутність на сьомому каналі. З 6 листопада того самого року програми студії виходили в ефір уже чотири рази на тиждень — у середу, четвер, суботу та неділю. З 18 листопада теперішнього року «Мегапол» мовив уже щодня, а 31 грудня в ефір сьомого каналу вийшла спеціальна новорічна програма, що стартувала о 16:00 і завершилася 1 січня 1992 року о 06:00.
Вже в лютому того ж року програми «ТВМ» виходили на 7 каналі двома блоками — увечері, з 20:00 до 23:00 і в ранковому повторі — з 10:00 до 13:00. Незабаром додався «нічний кінозал» — по п'ятницях (фільми жахів) та суботам (еротика та програми про секс). Нічний кінозал починався після 23:00, а закінчувався після опівночі.
В кінці 1992 року «Мегапол» вирішив провести модернізацію та переоснащення своєї технічної бази, щоб розпочати 1993 рік із новим обладнанням та програмами, підготовленими на якісно новому рівні. Компанія першою на території колишнього СРСР придбала S-VHS апаратно-студійний комплекс виробництва японської фірми «Matsushita», який на відміну від VHS-системи, міг видавати в ефір стандартний телесигнал у 440 ліній (а не 250, як раніше). Більше того, новий апаратно-студійний комплекс дозволяв подавати готовий сигнал прямо на вежу, а не возити записані касети з Лівого берега на КРТПЦ (Київський радіотелевізійний передавальний центр). У розпорядженні «Мегаполу» також був і новий японський пульт «For A», що дозволяв виробляти 290 спецефектів з можливістю їх комбінування. 
З 10 січня 1993 року компанія значно збільшила свою присутність на сьомому телеканалі: вечірній блок тепер розпочинався вже не о 20:00, а о 17:00. Компанія проанонсувала запуск ще одного блоку — ранкового інформаційно- розважального шоу, яке мало вийти в ефір з 1 лютого та транслюватися щодня з 6:00 до 7:00. Також «Мегапол» заявив про свої плани найближчим часом у певні дні тижня транслювати в ефірі виключно програми власного виробництва.
29 січня того самого року «Мегапол» в газеті «П'ятниця» опублікував новину про те, що канал з 1 лютого припинить мовлення на сьомому київському каналі і тепер працюватиме як продакшн-студія, програми якої транслюватимуться в ефірі каналу УТ-3, який з 1 березня теперішнього року мав стати повноцінним телеканалом.
Своє рішення керівництво «Мегапола» пояснило тим, що компанія володіє одним із найсучасніших студійних комплексів в Україні; локальний київський сьомий канал із його неналагодженою технічною базою та проблематичним прийомом став для неї занадто тісний. Тому компанія вирішила спочатку скоротити мовлення на сьомому каналі (з 23 січня зник ранковий блок), а потім і зовсім його згорнули, віддавши перевагу тій схемі, за якою на той час працювали в Росії «ВИД» і «Авторське Телебачення». Тобто, виробляти якісний телеконтент та пропонувати його для трансляції в ефір потужних телеканалів.
В 1993 році на «УТ-3» дійсно з'явилось декілька оновлених програм «Мегапола». Проте, «УТ-3» так і не став повноцінним мовником, а у 1995 році припинив мовлення, тож після реорганізації «Українського державного телебачення» в 1996 році «Мегапол» ще якийсь час робив для нього телепрограми, зокрема — «Вечірню казку для дітей», яка виходила на УТ-1. Однак через якийсь час бренд «Мегапол» зовсім зник із українського телепростору.

## Програми
З самого початку свого існування «Мегапол», крім трансляції фільмів, взяв курс створення власних програм. Окрім уже згаданих новин «ТОН», в ефірі «ТВМ» 1991 року можна було дивитися програми про спорт, про кіно, музичні новини, тематичні добірки відеокліпів.
Виходили цикли передач для жінок «Жіночий клуб», історичний цикл «Ярило» та багато інших проектів, які народжувалися та зникали.
У липні-серпні 1991 року у рамках програм «ТВМ» також виходили програми, надані телекомпанією «ЮТаР», яка у ті часи займалася кабельним телебаченням. На «Мегаполі» «ЮТаР» представляв культурологічні програми виробництва своїх німецьких партнерів із телерадіокомпанії «Deutsche Welle» — «Поворотна сцена Європи» та деякі інші.
Також була програма новин кіно- та відеоринку «Експрес-відео» з Юрієм Мінзяновим.
А любителям серйозного кіно була адресована програма «Синематека» з Юрієм Германом, де можна було побачити авторське кіно, а також рідкісні фільми, які складно було знайти у прокаті. Часом вони навіть не існували в перекладеній російською мовою версії, і тоді Юрію Герману доводилося робити переклад самому. «Синематека» представляла глядачеві фільм, перед яким ведучий розповідав про режисера, його творчому шляху та подавав іншу корисну інформацію.
На любителів молодого українського кіно була розрахована програма «Happy Start».
Кіноманам також були адресовані рубрики «Знайомий голос» (про перекладачів художніх фільмів) та «Хічкок по середах».
Науково-пізнавальна програма «Уроборос» знайомила телеглядача з основами китайського масажу, цигун, ушу, секретами вічної молодості та здоров'я.
Програма «Кубічний сантиметр шансу» представляла собою телевізійний клуб знайомств, а також давала глядачам поради — як краще знайти свою другу половинку.
Читанню та розумінню знаків — цього разу зодіакальних — була присвячена програма «Бесіди Ананда», що стартувала на «Мегаполі» наприкінці квітня. Цей цикл програм представляла Астрологічна Українська Республіканська Асоціація «АУРА» — кожну неділю її президент Свамі Ананд Сірджанхар протягом 15-20 хвилин міркував про добро і зло, про біблійні притчі, про оздоровчих системах та багато чого іншого.
Крім того, в ефірі «Мегаполу» виходив і ряд інших проектів, зокрема, телекомпанія приділяла увагу кінним стрибкам на київському іподромі, і для любителів робити ставки виходила передача «Жокей-клуб».
Також в ефірі «ТВМ» була присутня програма «Кримінальна хроніка».
Крім того, в ефірі також з'являлись короткострокові цикли програм. Наприклад, «Квиток № 5», присвячений періоду випускних та вступних екзаменів, розповідав про те, як краще готуватися до них та розкривав маленькі секрети «психології викладача» — як привернути до себе екзаменатора, як читати його пози, жести та використовувати отриману інформацію з вигодою собі.

## Музичне мовлення
31 грудня 1991 року із випусків «Музичних новин», а також програм «Мега-поп», «Мега-джаз» створилася окрема передача «Джемікс» (назва її походить від злиття двох англійських слів — «jam» і «mix», тобто — стискати та змішувати, програма, яка коротко розповідала про всі музичні стилі), яка протягом 1992 року розділилася на кілька окремих тематичних випусків, які виходили в ефір щодня. Серед них — «Jamix-Hard», «Jamix-Easy», «Jamix-News», «Jamix-Rap», «Jamix-Indie», «Jamix Biherit» і т. д. В цілому ж програма «Джемікс» виходила в ефірі «Мегаполу» чи не кожен день.
Починаючи з 22 березня 1992 року, у вихідні в ефірі транслювався «дитячий випуск» програми «Джемікс» — «Jamix Baby», який вів одинадцятирічний Олександр, син ведучого «Джемікса» Анатолія Вексклярського. «Jamix Baby» знайомив підростаюче покоління з тією музикою, яка була близька для підлітків. У ті роки це був, головним чином, реп.

## Фільмопоказ
Більш-менш визначилася жанрова розбивка фільмопоказів. Наприклад, по середам в ефірі транслювалися детективи, в інші дні тижня — індійське кіно, бойовики, мелодрами, історичні фільми, а у вихідні — дитячі фільми.
Окремий час було виділено і для того, що дітям дивитися не слід. По п'ятницях після 23:00 у рубриці «Опівнічне безумство» транслювалися фільми жахів, а по суботах того ж часу — фільми «про це» у рубриці «Інтимний час».
До речі, ці «нічні» рубрики не обмежувалися простим показом відеопродукції. Це були повноцінні програми, які містили вступну, інформаційну частину, після якою і йшов власне кінопоказ. А що стосується рубрики «Інтимний час» це, по суті, була перша програма про секс, сексуальність та еротику на українському телебаченні. Гостями програми були сексологи, психологи, стриптизерки, представники сексуальних меншин та інші люди, які не посоромилися обговорювати такі пікантні питання в ефірі.

## Платна підписка
В грудні 1991 року телекомпанія «Мегапол» повідомила про те, що у найближчому майбутньому канал поширюватиметься виключно «за підпискою», а на початку січня 1992 року офіційно відкрила «передплатну кампанію». Глядач, який бажав і далі переглядати програми «Мегапола», мав сплатити заставну суму за оренду дешифратора — спочатку ця сума становила близько 200 карбованців на місяць і, власне, передплату на канал по місяцях (очікувалося, що вона складе 15-20 карбованців у місяць).
Видача дешифраторів передплатникам була запланована на квітень-травень 1992 року. У випадку, якщо глядач побажав би через якийсь час відмовитись від передплати, він повинен був здати отриманий дешифратор та отримати заставну суму. Передплатні бланки на оплату оренди дешифратора публікувалися у київській газеті «Хрещатик», а з 28 лютого — у новому спеціалізованому виданні «П'ятниця», яке було спільним проектом фірми «Мегапол» та газети «Хрещатик».
Рішення зробити перегляд програм «ТВМ» платним керівництво телекомпанії пояснювало тим, що у цьому випадку з'явиться можливість транслювати в її ефірі свіжі фільми майже паралельно з їх прем'єрами на великому екрані.
Щоправда, кодувати «Мегапол» планував не весь ефір, а приблизно половину. Втім, як запевняло керівництво компанії, все найцікавіше буде транслюватися лише у кодованому сегменті ефіру, а в відкритому виходитимуть програми для дітей, передачі соціальної спрямованості та ряд інших програм.
Терміни переходу мовлення телекомпанії на кодований режим постійно переносилися, ціни за оренду дешифраторів зростали відповідно до зростання інфляції, однак самих дешифраторів не було.
Проте наприкінці березня 1992 року «Мегапол» заявив про те, що компанія почала тестові трансляції своїх передач у Криму. За повідомленнями газети «П'ятниця», це були лише пробні виходи — у Криму транслювалися найкращі передачі та фільми телекомпанії, що виходили раніше в Києві. Однак до літа «Мегапол» обіцяв розпочати мовлення у Криму всерйоз і надовго, причому відразу ж у кодованому режимі.
Підписна кампанія тривала більше півроку, старт початку кодування ефіру постійно переносився, та й дешифраторів все ще не було. Зрештою, керівництво «Мегаполу» прояснило ситуацію тим, що договір з російським виробником був підписаний в 1991 року ще в рамках СРСР, а після набуття Україною незалежності російська компанія не дотрималась умов угоди. Тому поки що підписка заморожена, а час початку кодованого мовлення відкладено на невизначений період.
Враховуючи закриття телекомпанії з 1 лютого 1993 року, керівництво виступило з роз'ясненням, що з планами створення «телебачення за підпискою» справді покінчено. Однак гроші підписників нікуди не пропадуть: з 1994 року газету «П'ятниця» можна буде не тільки купувати в кіосках, а й отримувати за підпискою. І ті, хто свого часу встиг «підписатися» на перегляд програм «Мегаполу», замість них увесь 1994 отримуватиме газету безкоштовно.
Через півроку, зі стартом підписної кампанії-94, «Мегапол» оформив усім своїм передплатникам телепрограм, що не відбулися, річну підписку на газету «П'ятниця». Однак до початку 1994 року виявилося, що ціни на папір зросли, що не дозволило «Мегаполу» забезпечити випуск газети «П'ятниця» в тій кількості, якої було б достатньо для доставки всім колишнім передплатникам «Мегаполу», а незабаром компанія взагалі відмовилася від підтримки видання.